# Bell V-280 Valor
Bell V-280 Valor je americký víceúčelový konvertoplán od společností Bell Helicopter Textron a Lockheed Martin, který by měl jako vítěz programu Future Long-Range Assault Aircraft (FLRAA) nahradit vrtulníky UH-60 Black Hawk u US Army. Představuje třetí generaci konvertoplánů s překlopnými rotory od společnosti Bell. Roku 2025 bylo typu přiděleno vojenské označení MV-75.

## Konstrukce

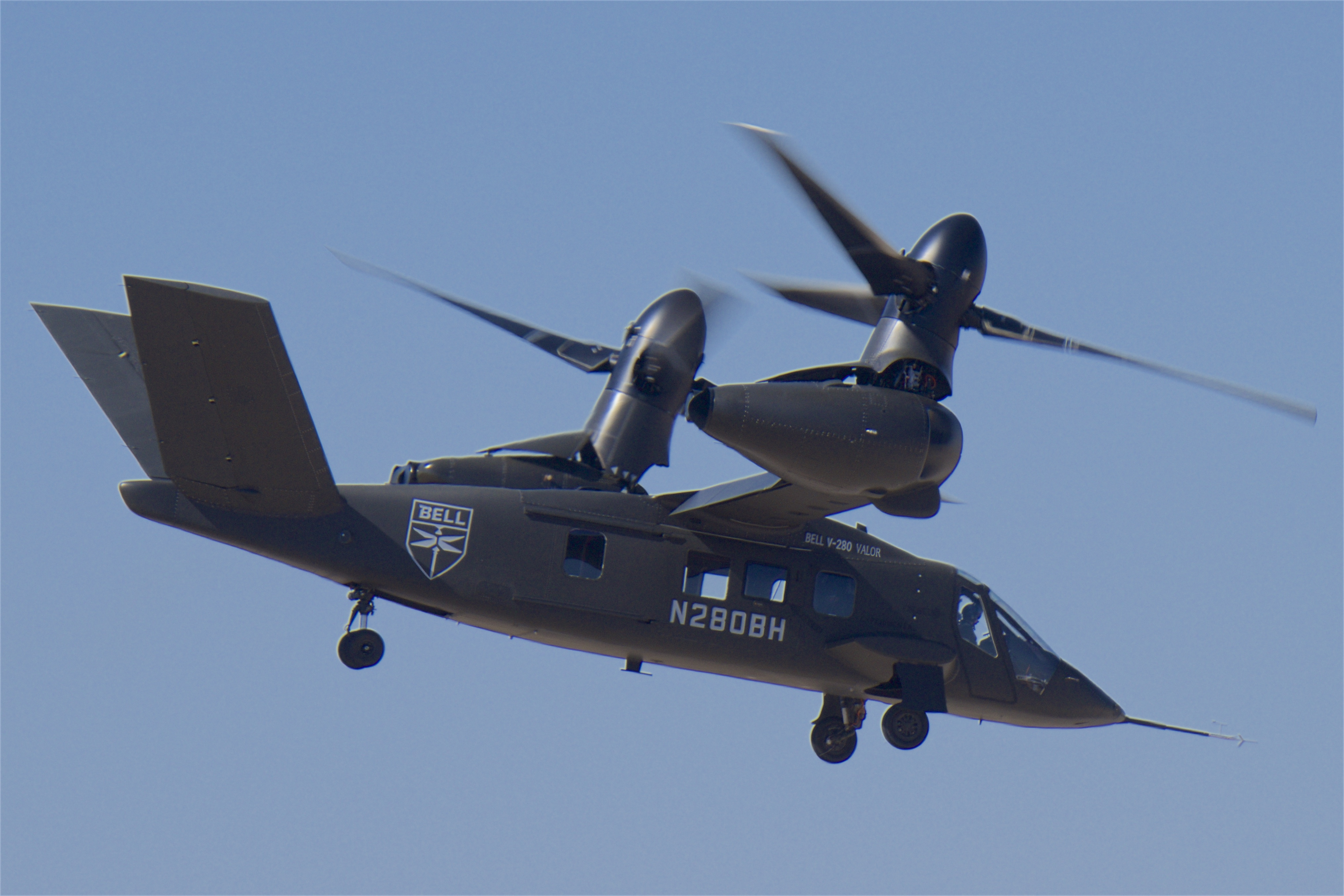
Bell V-280 Valor předvádí schopnost vertikálního vzletu, Alliance Air Show 2019

Konvertoplán V-280 s hornoplošnou koncepcí je vybaven dvojicí turbohřídelových motorů GE Aviation T64-GE-419 u demonstrátoru. U produkční verze Rolls-Royce AE 1107F. Motory se nacházejí v gondolách na konci hlavního křídla. Na rozdíl od typu V-22 Osprey se nenatáčejí celé motorové gondoly pro vertikální vzlet, ale pouze jejich vrtule s reduktory. Toto uspořádání by mělo přinést výhody ve větší životnosti motoru, který nemusí pracovat v širokém spektru poloh (je uložen vodorovně), další výhodou je, že horké spaliny při kolmém startu či přistání nebudou poškozovat povrch místa přistání, či vzletu. Také tak nemůže docházet k odrazu horkého vzduchu do místa, kde se má pohybovat výsadek.  Ocasní plochy konvertoplánu mají tvar písmene „V“.
Posádku konvertoplánu tvoří 4 členové a může přepravit dalších 14 vojáků. Ti mohou konvertoplán opustit prostřednictvím 6 stop (1,8 m) širokých dveří po obou stranách trupu.
Trup letounu má využívat kompozitní materiály.
Konvertoplán by měl mít trojitý redundantní systém řízení typu Fly-by-wire. Posádka konvertoplánu by měla mít k dispozici systém senzorů PDAS od společnosti Lockheed Martin, který ji zajistí výhled v rozsahu 360° okolo letounu. Tento systém má poskytovat v reálném čase snímky z infračervené oblasti spektra.

## Vývoj
Koncept konvertoplánu V-280 byl oficiálně odhalen roku 2013 na akci Army Aviation Association of America ve Fort Worth v Texasu. Společnost Bell se s typem V-280 chtěla zúčastnit programů americké armády Joint Multi Role a Future Vertical Lift jejichž cílem je najít náhradu za vrtulníky UH-60 a částečně také za vrtulníky AH-64 Apache. Mezi konkurenty patřily společnosti Boeing a Sikorsky s typem Sikorsky S-97, který vychází z demonstrátoru X2, s koaxiálními protiběžnými rotory a tlačnou zadní vrtulí, dalšími konkurenty byly společnosti AVX Aircraft a EADS. Součástí programu FVL je program FLRAA. Vítězný prostředek by měl začít s náhradou vrtulníků UH-60 ve 30. letech 21. století.
Název V-280 naznačuje vlastnosti stroje, písmeno V odkazuje na schopnost vertikálního vzletu a cestovní rychlost 280 uzlů (518 km/h), které měl typ dosáhnout. V-280 měl odhadovaný dolet až 2 100 námořních mil (3 900 km). K těmto výkonům měly pomoci turbohřídelové motory GE Aviation T64-GE-419.
Maketa V-280 v plné velikosti se objevila roku 2014.
První let ve visu absolvoval V-280 18. prosince 2017, první přechod do horizontálního letu se uskutečnil 11. dubna 2018. V lednu 2020 absovoval testy při nichž  nesl zátěž v podvěsu. Produkční verze by měla zvládnout unést v podvěsu mimo jiné houfnici M777A2.
Roku 2021 bylo oznámeno, že případná produkční varianta konvertoplánu V-280 by měla být poháněna turbohřídelovými motory Rolls-Royce AE 1107F.
Oznámení o vítězi programu FLRAA se očekávalo během září 2022, ale bylo zpožděno, neboť US Army chtěla analyzovat zkušenosti z bojů na Ukrajině, které by mohly vést ke změnám v konceptu programu FLRAA.
Společnost Bell Textron získala v prosinci roku 2022 zakázku na výrobu náhrady vrtulníků UH-60 Black Hawk.
 Bell porazila společnosti Sikorsky a Boeing, které se stejného programu zúčastnily s typem SB-1 Defiant.
Odhadovaná sériová cena letounu by se měla pohybovat okolo 30 milionů USD.
Ministerstvo obrany Spojených států amerických rovněž podepsalo v létě 2022 v souvislosti s programem FLRAA dohodu o spolupráci s Nizozemskem o sdílení informací. A zájem o program FLRAA mají údajně i Japonsko, Jižní Korea, Kanada a země Perského Zálivu.
Dne 14. května 2025 bylo oznámeno, že sériové stroje dostanou přiděleno vojenské označení MV-75. Písmeno „M“ (Multi-mission) označuje víceúčelový stroj a písmeno „V“ (Vertical takeoff and landing) označuje schopnost vertikálního vzletu a přistání.

## Tým Valor
Na výrobě a vývoji V-280 se podílejí společnosti:
- Astronics Corporation
- CAE
- EATON
- General Electric
- Israel Aerospace Industries (IAI)
- Lockheed Martin
- MOOG Aircraft Group
- Parker LORD
- Rolls-Royce
- SAFRAN
- SPIRIT

## Specifikace

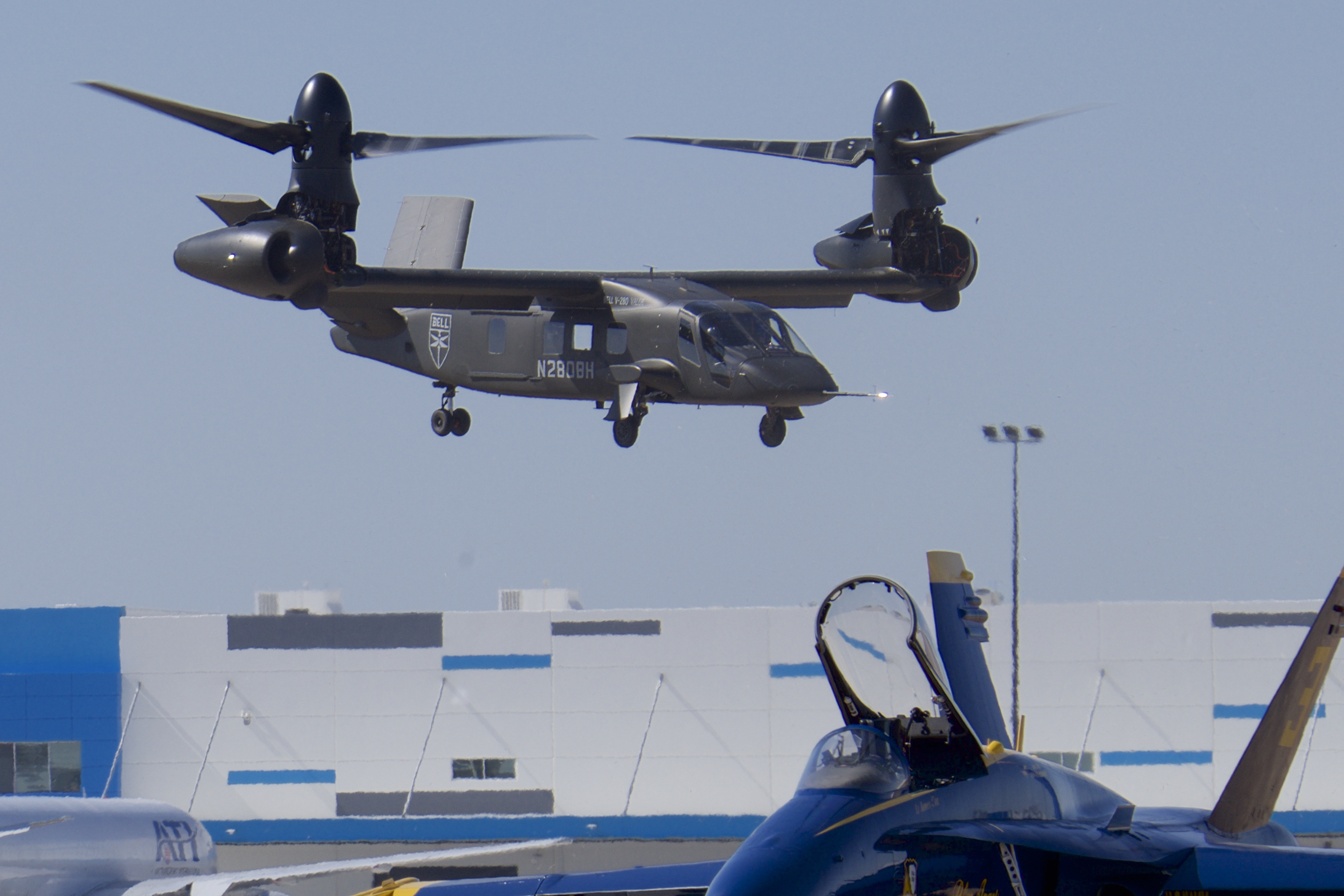
Bell V-280 Valor zachycený ve visu během Alliance Air Show 2019

### Technické údaje
- Posádka: 4
- Kapacita: 14 vojáků
- Šířka: 24,93 m
- Délka: 15,4 m
- Výška: 7 m
- Prázdná hmotnost: 8 200 kg
- Vzletová hmotnost : 14 000 kg
- Pohonná jednotka:
  - 2 × turbohřídelový motor GE Aviation T64-GE-419 u demonstrátoru
  - 2 × turbohřídelový motor Rolls-Royce AE 1107F u produkční verze o výkonu na hřídeli 5 000 až 7 000 shp

### Výkony
Data dle
- Cestovní rychlost: 518 km/h
- Maximální rychlost: 556 km/h [24][25]
- Dostup: 3505 m